# Günter Fabiunke
Günter Fabiunke (* 28. August 1921 in Berlin; † 20. Juni 2001 in Leipzig) war ein deutscher Ökonom und Hochschullehrer.

## Leben
Der Sohn von Alfred Fabiunke (Polizeiwachtmeister/Beamter) und Hedwig Fabiunke geb. Lietz (Schneiderin/Hausfrau) nahm 1949 am 11. Lehrgang an der Antifa-Zentralschule 2041 Taliza teil.  Nach dem Staatsexamen 1952 an der Deutschen Verwaltungsakademie als Diplom-Wirtschaftler war er von 1954 bis 1956 wissenschaftlicher Oberassistent am Institut für Politische Ökonomie der Hochschule für Binnenhandel Leipzig. Nach der Promotion 1956 zum Dr. rer. oec. an der Wirtschaftswissenschaftlichen Fakultät der MLU Halle bei Gerhard Bondi und Rolf Gutermuth und der Habilitation 1961 zum Dr. oec. habil. an der Wirtschaftswissenschaftlichen Fakultät der Martin-Luther-Universität Halle-Wittenberg bei Gerhard Bondi und Friedrich Behrens (Venia legendi: 1961 für das Fachgebiet Geschichte der Politischen Ökonomie) war er von 1974 bis 1986 ordentlicher Professor für Geschichte der Politischen Ökonomie. Die Ehrenpromotion erhielt er 1986 zum Dr. oec. h. c. der Handelshochschule Leipzig.

## Schriften (Auswahl)
- Zur historischen Rolle des deutschen Nationalökonomen Friedrich List (1789–1846). Ein Beitrag zur Geschichte der politischen Ökonomie in Deutschland. Berlin 1955, OCLC 630832510.
- Geschichte der bürgerlichen politischen Ökonomie, Anschauungsmaterial, Berlin 1975.
- Geschichte der politischen Ökonomie des Marxismus-Leninismus, Anschauungsmaterial, 1. Band, Berlin 1978.
- Geschichte der politischen Ökonomie des Marxismus-Leninismus, Anschauungsmaterial, 2. Band, Berlin 1979.
- Investivlohn ist Betrug. Die Investivlohn-Variante des Volkskapitalismus in Westdeutschland. Berlin 1958, OCLC 247451657.
- mit Otto Grünewald und Jürgen Lehm: Verkaufspsychologie. Berlin 1983, OCLC 74553889.
- mit Peter Thal: Geschichte der politischen Ökonomie. Leitfaden. Berlin 1988, ISBN 3-349-00283-8.